# La otra cara del Alma
La otra cara del Alma  (Brasil: Uma Alma,Duas Caras )é uma telenovela mexicana produzida pela TV Azteca e exibida entre 12 de novembro de 2012 e 10 de maio de 2013, em 130 capítulos, substituindo Amor cautivo e antecedendo Secretos de familia. 
É um remake da trama El ángel caído, produzida pela Televisa em 1985 e teve direção geral de Rita Fusaro.
A trama é protagonizada antagonicamente por Gabriela Spanic junto com Eduardo Capetillo, com atuações estrelares de Michelle Vieth, Saby Kamalich e Sergio Kleiner e antagonizada por Jorge Alberti e Ramiro Huerta. 

## Enredo
Carlos de la Vega, proprietário da empresa Joalheiros de la Vega Quijano, acusa José Luiz (sobrinho de sua esposa, Josefina) de fraude, ele e sua esposa Ofélia vão pedir ajuda a sua tia, mas ela se nega, pois pensa apenas em sua filha Roxana, que está doente e condenada à morte. José Luiz e sua esposa morrem em um acidente de carro no qual sobreviveu apenas a sua filha, Alma, que foi parar no orfanato. Quando Roxana morre, a filha de Josefina e Carlos, Daniela, fica órfã. Um ano depois, Josefina sofre constantemente de uma culpa tenebrosa por não ter ajudado os pais de Alma, então ela decide criar a menina junto com Daniela. As duas crescem como irmãs e amadas igualmente por Josefina, porém Alma nunca a perdoará por não ter ajudado seus pais quando precisavam e coloca a culpa do acidente em Josefina. Deste ponto em diante, Alma, ainda criança, coloca sentimentos ruins em seu coração e planeja sua vingança contra Josefina e Daniela (que não teve nada a ver com as atitudes de Josefina). Vinte e três anos se passam. Alma (Gabriela Spanic) é uma mulher fria e calculista, porém, na cidade onde mora, todos pensam o contrário que ela é. As irmãs Alma e Daniela se tornam duas lindas mulheres. Daniela (Michelle Vieth) está noiva de Armando de Alba (Jorge Alberti) que é amigo dela e de Alma desde criança. Apesar de amar muito Daniela, ele a  trai com Alma apenas para satisfazer o seu desejo e começar a vingança de Alma sem que ele mesmo soubesse. Chega Roberto Monteagudo (Eduardo Capetillo) um outro amigo de infância de Armando e das irmãs Quijano.

## Elenco
- Gabriela Spanic - Alma Hernández Quijano
- Eduardo Capetillo - Roberto Monteagudo
- Michelle Vieth - Daniela de la Vega Quijano
- Jorge Alberti - Armando de Alba
- Sergio Kleiner - Padre Ernesto
- Saby Kamalich - Doña Josefina Quijano vda. de de la Vega
- Verónica Langer - Felícitas Durán
- Ramiro Huerta - Margarito "El Gallo" Maldonado
- Cecilia Piñeiro - Sofía Durán
- Lambda García - Marcos Figueroa
- Esmeralda Ugalde - Remedios Durán
- Melissa Barrera - Mariana Durán
- Ana Karina Guevara - Ernestina de Suárez
- Eugenio Montessoro - Mauricio Figueroa
- Eva Prado - Lucía de Figueroa
- Carmen Beato - Elvira De Alba
- Pia Watson -  Alejandra De la Vega / Alejandra Macías
- Fernando Sarfatti - Joaquín De Alba
- Sergio Bonilla - Abel De la Vega Cifuentes
- Javier Escobar - Fernando "El Jejen" Suárez
- Amaranta Ruíz - Nieves Cifuentes
- Fidel Garriaga - Orlando Macías
- Augusto Di Paolo - César
- Mayte Gil - Rosi
- Adrián Rubio - Juán Robles
- Adriana Lumina - Karla
- Giovanni Florido - Valiente
- Liliana Lago - Sasha
- Luis Cárdenas - Carlos de la Vega
- Fabián Corres - José Luis Hernández
- Alejandra Briseño - Ofelia Quijano de Hernández
- Citlali Galindo - Roxana de la Vega Quijano
- Pedro Mira - Dionisio

## Audiência
Teve média geral aproximada de 6,5 pontos. 

## Dublagem e Exibição no Brasil
Em meados de 2017 foi dublada em dual áudio a mando do extinto Canal Eva para Moçambique. Na ocasião foi encaminhada para o  Voxx Estudios em Miami,ganhando Dublagem tanto em português quanto em Inglês. No país a novela recebeu tanto o título de "The Other Side of the Soul" quanto o de 'A Outra Cara da Alma".
Em 14 de junho de 2021, foi disponibilizada no Brasil pela plataforma Amazon Prime, sob o título Uma Alma, Duas Caras, com o áudio dublado em português.
A partir de 22 de fevereiro de 2022, começou a ser exibida gratuitamente no canal 129 da Pluto TV, também sobre o titulo de Uma Alma, Duas Caras, apesar do canal ser nomeado com título original em espanhol.

## Exibição internacional
| Estados Unidos       | La Otra Cara del Alma                           | Azteca America       |
| -------------------- | ----------------------------------------------- | -------------------- |
| Venezuela            | La Otra Cara del Alma                           | Venevision Televen   |
| Guatemala            | La Otra Cara del Alma                           | Azteca Guatemala     |
| Peru                 | La Otra Cara del Alma                           | Corazón              |
| Panamá               | La Otra Cara del Alma                           | Corazón              |
| Costa Rica           | La Otra Cara del Alma                           | Corazón              |
| Chile                | La Otra Cara del Alma                           | Corazón              |
| Nicarágua            | La Otra Cara del Alma                           | Corazón              |
| Honduras             | La Otra Cara del Alma                           | Azteca Honduras      |
| Porto Rico           | La Otra Cara del Alma                           | Telemundo Porto Rico |
| El Salvador          | La Otra Cara del Alma                           | Azteca Salvador      |
| Argentina            | La Otra Cara del Alma                           | Canal 9              |
| Equador              | La Otra Cara del Alma                           | Gamavision           |
| Paraguai             | La Otra Cara del Alma                           | SNT                  |
| Turquia              | La Otra Cara del Alma                           | Canal 1              |
| Malásia              | La Otra Cara del Alma                           | Astro Bella          |
| Bósnia e Herzegovina | La Otra Cara del Alma                           | NTV HAYAT            |
| Hungria              | A Bosszú Angyala                                | RTL KLUB             |
| Roménia              | Suflet de Gheata                                | Acasa TV             |
| Moçambique           | A outra Cara da Alma The Other Side of the Soul | Eva+                 |
| Tanzânia             | The Other Side of the Soul                      | Romanza+ África      |
| Gana                 | The Other Side of the Soul                      | Romanza+ África      |
| Níger                | The Other Side of the Soul                      | Romanza+ África      |
| Zimbabwe             | The Other Side of the Soul                      | Romanza+ África      |
| Zâmbia               | The Other Side of the Soul                      | Romanza+ África      |
| Uganda               | The Other Side of the Soul                      | Romanza+ África      |
| Quênia               | The Other Side of the Soul                      | Romanza+ África      |
| Brasil               | Uma Alma, Duas Caras                            | Prime Video Pluto TV |